# Саммон

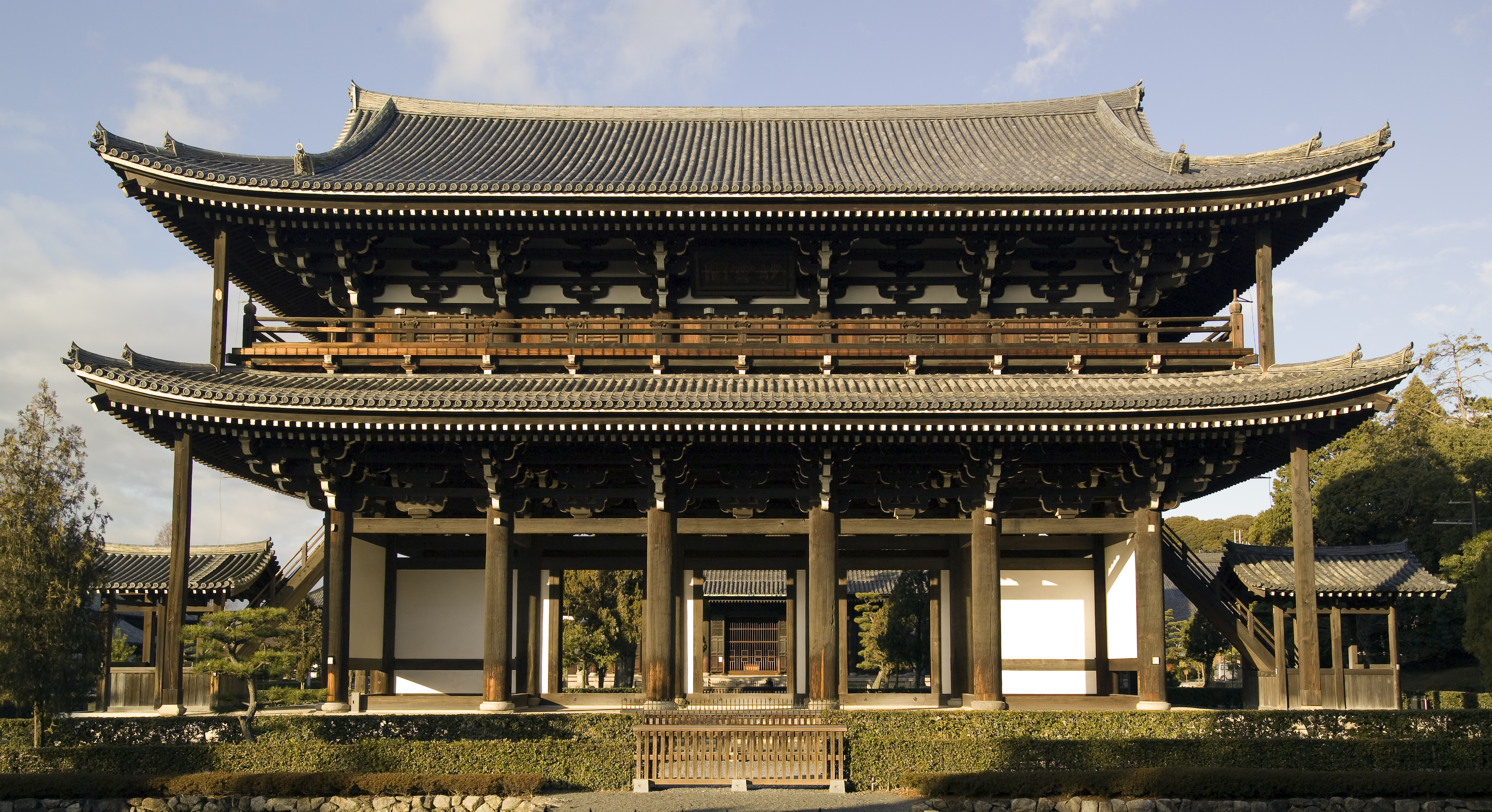
Саммон храмового комплекса Тофуку-дзи (японского национального сокровища)

Саммон (яп. 三門 / 山門), также сангэдацумон (яп. 三解脱門, врата трёх освобождений) — наиболее важные ворота японского дзэн-буддийского храма. Также встречается в архитектуре храмов других культур.

## Важные саммоны

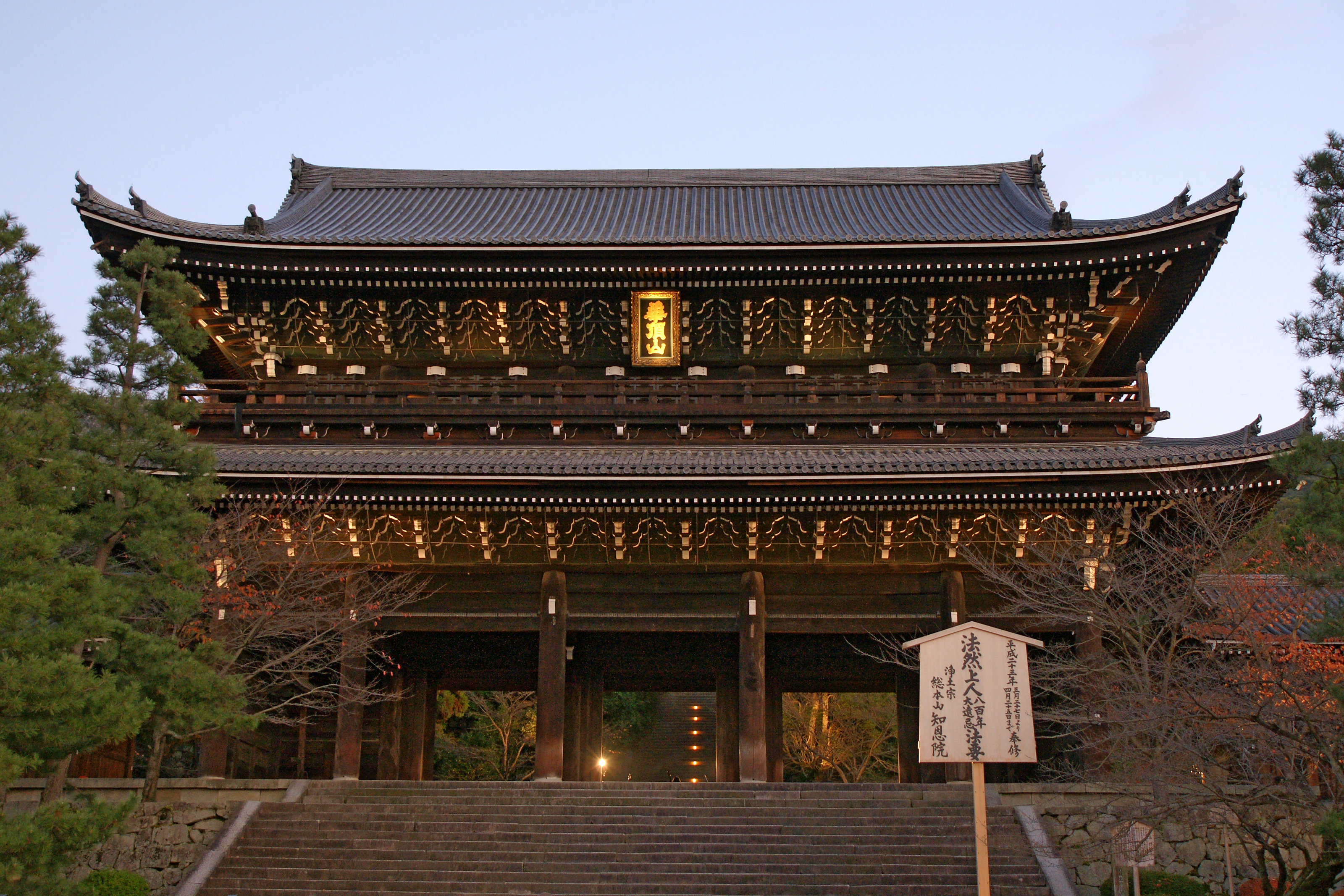
Саммон Тион-ин (Национальные сокровища Японии)

- Саммон Тион-ин (Киото) — наиболее важный саммон во всей Японии
- Саммон Нандзэн-дзи (Киото)
- Саммон Кёндзи (Минобу)
- Нандаймон Тодай-дзи (Нара)
- Нандаймон Хорю-дзи (Икаруга)
- Ёмэймон Никко Тосё-гу (Никко)